# Mexborough
Mexborough är en ort i distriktet Doncaster i Storbritannien. Den ligger i grevskapet South Yorkshire och riksdelen England, i den sydöstra delen av landet, 230 km norr om huvudstaden London. Mexborough ligger 28 meter över havet och antalet invånare är 15 079. Staden nämndes i Domedagsboken (Domesday Book) år 1086, och kallades då Mechesburg.
Terrängen runt Mexborough är huvudsakligen platt. Mexborough ligger nere i en dal. Runt Mexborough är det tätbefolkat, med 659 invånare per kvadratkilometer. Närmaste större samhälle är Sheffield, 16,8 km sydväst om Mexborough. Trakten runt Mexborough består till största delen av jordbruksmark.